# بازی فکری
بازی‌های فکری به هر نوع فعالیت ذهنی هدفدار به‌صورت فردی یا گروهی گفته می‌شود که بتواند تأثیرات مثبت قابل قبولی را در ذهن، روحیه، شخصیت و زندگی هر انسانی؛ بدون در نظر گرفتن عواملی مانند سن، جنس، نژاد و وضعیت جسمانی ایجاد کند و باعث تمرکز در فرد شود. بازی‌های فکری در عین لذّت و شادابی موجب به چالش کشیده شدن توان فکری، تمرکزی، IQ و EQ فرد شده و به مرور باعث تعالی فرد در این توانایی‌ها می‌شود. بازی‌های فکری هر کدام به نسبت دسته‌بندی و نوع خود بر یک یا چند بخش از قدرت‌ها و توانایی‌های مغز و ذهن تأثیرگذار هستند. به‌طور مثال بازی‌های استراتژیک قدرت تحلیل و محاسبات، قدرت پیش‌بینی و حس ششم، قدرت ریسک‌پذیری و … را درگیر کرده و در صورت استمرار آن باعث تقویت این بخش‌ها در مغز و ذهن می‌شوند.

## تاریخچه بازی‌ های فکری
بازی‌ های فکری و رومیزی پیشینه‌ ای چند هزار ساله دارند و از قدیمی‌ ترین اشکال سرگرمی‌ های انسانی به شمار می‌ آیند. شواهد باستان‌ شناسی نشان می‌ دهد که مصریان باستان حدود ۳۱۰۰ سال پیش از میلاد، بازی‌ ای به نام سنت (Senet) انجام می‌ دادند که بر روی صفحه‌ ای با ۳۰ خانه طراحی می‌ شد. این بازی علاوه بر جنبه سرگرمی، مفهومی آیینی و مذهبی نیز داشت و حرکت مهره‌ ها بر صفحه به‌ عنوان نمادی از سفر روح در جهان پس از مرگ تفسیر می‌ شد.
در بین‌ النهرین نیز بازی‌ ای به نام Royal Game of Ur (بازی سلطنتی اور) کشف شده که قدمتی نزدیک به ۲۶۰۰ سال پیش از میلاد دارد. نمونه‌ هایی از صفحه این بازی در گورستان سلطنتی اور در عراق کنونی پیدا شده است. این بازی با مهره و تاس انجام می‌ شد و شباهت‌ هایی با تخته‌ نرد امروزی دارد.
در هند، چوپَر یا چاوسر از جمله بازی‌ های سنتی مهم به‌ شمار می‌ رفت که بعدها الهام‌ بخش بازی‌ هایی چون «پارچیزی» و «لدو» شد. در چین نیز بازی گو (Go) که قدمتی بیش از ۲۵۰۰ سال دارد، نه تنها یک سرگرمی بلکه ابزاری برای پرورش تفکر استراتژیک در میان نخبگان به‌ شمار می‌ رفت.
این نمونه‌ ها نشان می‌ دهد که بازی‌ های فکری در تمدن‌ های گوناگون، صرفاً وسیله‌ ای برای سرگرمی نبوده‌ اند بلکه در بسیاری موارد با مفاهیم فرهنگی، آموزشی و حتی آیینی پیوند خورده‌ اند.

## نمونه‌هایی از بازی‌های فکری
- کریدور
- بلوک آس
- اتاق فرار
- پنتاگو
- شطرنج
- نرد
- فکر بکر
- دیدار قاتل
- هشت‌پای
- ورق‌بازی
- بیست سؤالی
- نقطه بازی
- مافیا (بازی گروهی)
- سودوکو
- جدول کلمات متقاطع
- مکعب روبیک
- چامپ
- بازی‌های تخته‌ای
- بازی ویدئویی (رایانه‌ای)
- آتاری
- بازی فکری گره‌های فلزی

## تأثیرات بازی فکری
بازی‌های فکری عموماً باعث می‌شوند تا در ذهن خود برنامه‌ریزی کنید، نقشه بکشید و تلاش کنید، اطلاعاتی را به خاطر بسپارید که در شکست دادن حریفان به کمک‌تان می‌آیند. وقتی که از مغزتان به اندازه کافی کار بکشید، از پیری و اختلالات حافظه و… دور خواهید ماند. هدف از انجام بازی فکری، بهبود حافظه، قدرت تفکر، افزایش سرعت انتقال و تقویت مهارت‌های شناختی است. مهارت‌های شناختی همان مهارت‌هایی است که باید برای پردازش افکارتان داشته باشید. به عبارت ساده‌تر، توانایی‌هایی که در یادگیری و حل مسئله به کمک‌تان می‌آیند. چه کودک باشید و چه بزرگسال، برای بهتر زندگی کردن باید دائماً فکر کنید و تصمیم بگیرید.
قرار نیست همیشه برای تنوع و کمی هیجان کار خاصی کنیم. امکان سفر، پارک رفتن، مهمانی و دورهمی همیشه برایمان مهیا نیست. اما یک بازی فکری هر لحظه می‌تواند به دادمان برسد و حال‌وهوایمان را به کلی عوض کند. پس چه خوب که به کمک روش‌هایی مانند استفاده از بازی فکری به مغزتان کمک کنید.

## طبقه‌بندی بازی‌های فکری
1. بازی‌های فکری صفحه ای یا رومیزی (Board Games): بازی‌های رومیزی یا بازی‌های تخته‌ای به بازی‌هایی گفته می‌شود که روی یک سطح از پیش طراحی شده (کاغذی، پارچه‌ای یا تخته‌ای) انجام می‌شود. (ابلون، اتللو، کریدور و کتان)
2. بازی‌های فکری پازلی (Puzzle Games): بازی‌های پازلی ابتکار و دانش فرد را مورد سنجش قرار می‌دهد و قطعات با یک روش منطقی کنار هم قرار می‌گیرد تا راه حل صحیح پازل به دست آید. (پازل‌های مسطح، پازل‌های ۳ بعدی و روبیک)
3. بازی‌های اتاق فرار (Escaperoom): بازی گروهی فعالیت محوری است که در آن بازیکنان با کشف سرنخ‌ها، حل معماها و پردازش اطلاعاتی که از محیط دریافت می‌دارند در مدتی محدود به سمت هدفی مشخص حرکت می‍کنند.
4. بازی‌های کارتی (Card Games): بازی اونو، استوژیت، دکتر اکتشاف، تیزبین
5. بازی‌های فکری کاغذی و نوشتاری (Paper and Pencil Games): مانند سودوکو و انواع جداول کلمات
6. بازی‌های مهارتی حرکتی (Game of Physical Skill): مانند جنگا و برج هانوی، کاپوچینو
7. بازی‌های نقش‌آفرینی (Role-playing game): بازی است که در آن افراد نقش یک شخصیت خیالی (و بعضاً حقیقی) را به عهده گرفته و با آن به انجام بازی می‌پردازد مانند پانتومیم، و بازی گروهی مافیا